# NGC 1692
NGC 1692 ist eine Linsenförmige Galaxie mit aktivem Galaxienkern vom Hubble-Typ S0 im Sternbild Eridanus am Südsternhimmel. Sie ist schätzungsweise 119 Millionen Lichtjahre von der Milchstraße entfernt und hat einen Durchmesser von etwa 50.000 Lichtjahren.

Im selben Himmelsareal befindet sich unter anderem die Galaxie NGC 1716.
Das Objekt wurde am 11. Dezember 1885 vom US-amerikanischen Astronomen Ormond Stone entdeckt.